# Chợ đêm Phùng Giáp

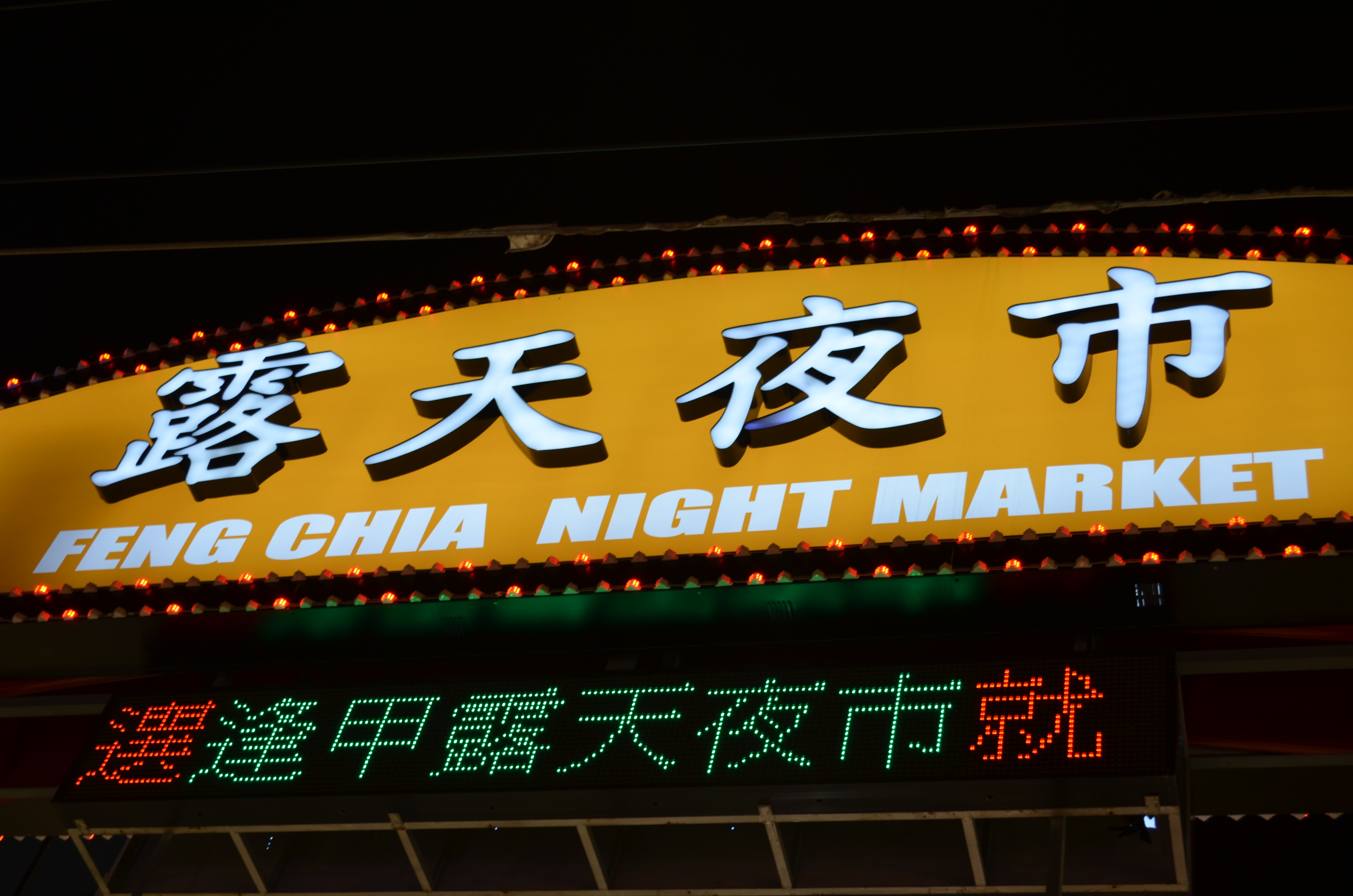
Bảng hiệu lối vào chợ đêm Phùng Giáp

Chợ đêm Phùng Giáp (tiếng Trung: 逢甲夜市; bính âm: Féngjiǎ Yè Shì), còn gọi là Khu mua sắm Phùng Giáp, là chợ đêm ở Tây Đồn, Đài Trung, Đài Loan. Chợ nằm cạnh Đại học Phùng Giáp. Nó được xem là chợ đêm lớn nhất ở Đài Loan.

## Lịch sử
Chợ đêm Phùng Giáp được thành lập vào năm 1963, cùng với trường cao đẳng kỹ thuật và kinh doanh Phùng Giáp (hiện là Đại học Phùng Giáp), sự nổi tiếng của trường đại học đã dẫn đến việc kinh doanh của người dân lân cận. Quầy bán thức ăn/đồ uống, cửa hàng thời trang, nhà hàng mở dọc theo đường Văn Hóa (do đó chợ đêm còn được gọi là Chợ đêm Văn Hóa), sau đó mở rộng đến đường Phùng Giáp (逢甲路), đường Phục Hưng (福星路), đường Tây An (西安街).
Vào ngày 5 tháng 10 năm 2006, ban quản lý của Khu mua sắm Phùng Giáp (逢甲購物商城) được thành lập bởi Sở phát triển kinh tế Đài Trung (台中市經濟發展處), bao gồm các khu vực xung quanh như chợ đêm Phùng Giáp, đường Bento,...do đó mang lại hoạt động không giấy phép của chợ đểm dưới văn phòng chính phủ Đài Trung.
Đến tháng 11 năm 2015, chợ đêm được khen ngợi bởi Bộ kinh tế về việc quản lý tốt, thân thiện với du khách và thực hành bền vững với môi trường.

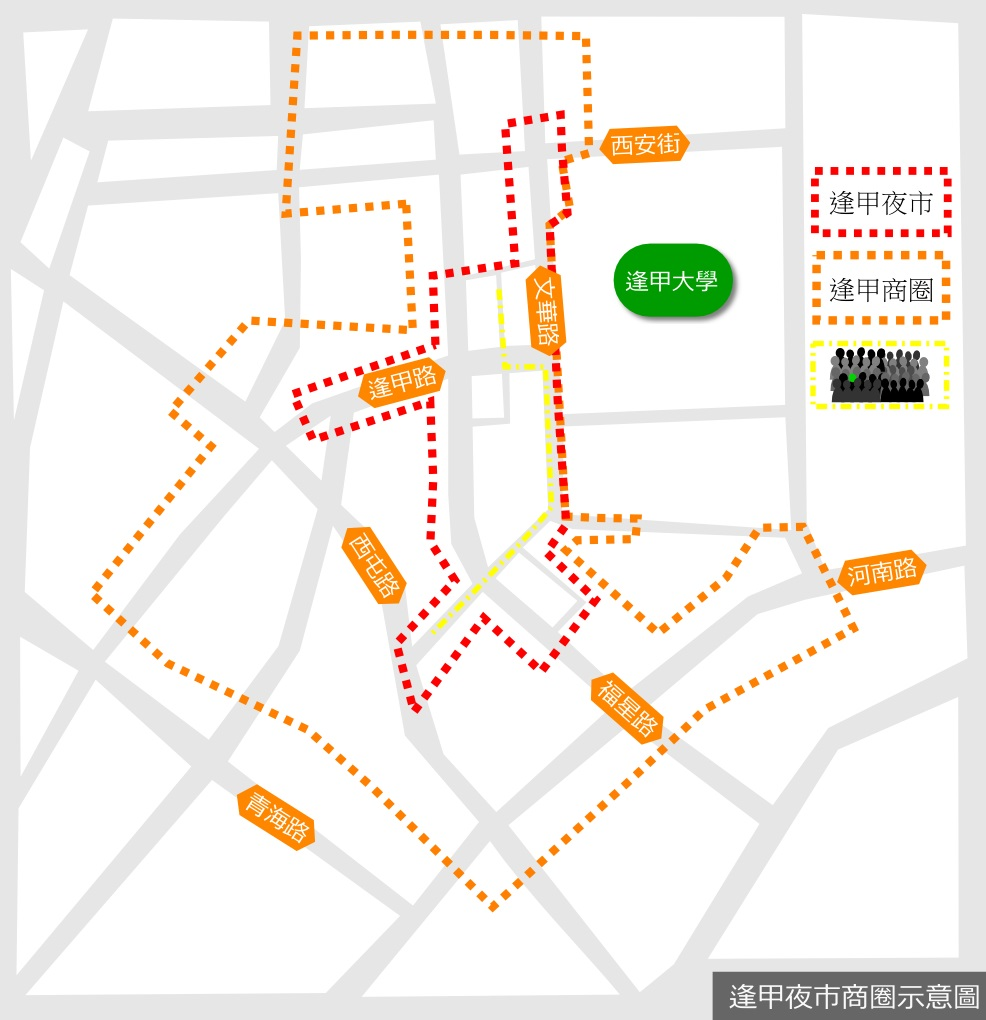
Đường Văn Hóa (màu vàng); Chợ đêm Phùng Giáp (màu đỏ); khu thương mại Phùng Giáp (màu cam).

## Vị trí
Nằm cạnh trường Đại học Phùng Giáp. (逢甲大學）

## Liên kết
- Taiwan Culture Portal:Feng Chia Night Market appeals as showcase of snacks Lưu trữ ngày 28 tháng 12 năm 2008 tại Wayback Machine
- Trang chủ[liên kết hỏng]
- Travel-web Guide
- 逢甲旗艦專區 - 主題夜市
- 文化休閒導覽－台中的容顏（一） Lưu trữ ngày 17 tháng 12 năm 2005 tại Wayback Machine
- Ah-Taiwan - Fengjia Night Market